# Tricoma megamphida
Tricoma megamphida är en rundmaskart som beskrevs av Timm 1970. Tricoma megamphida ingår i släktet Tricoma och familjen Desmoscolecidae. Inga underarter finns listade i Catalogue of Life.